# Daniel Hagari
Daniel Hagari (en hebreo: דניאל "דני" הגרי‎; Tel Aviv, 1976) es un contraalmirante de las Fuerzas de Defensa de Israel (Tat-Aluf) que entre 2023 y 2025 se desempeñó como Portavoz de las FDI. Anteriormente, sirvió como comandante de la unidad de comandos navales Shayetet 13 de la Armada de Israel, y como asistente del Ramatcal, el jefe del Estado Mayor de las FDI.

## Servicio militar
Hagari se unió a las Fuerzas de Defensa de Israel en marzo de 1995 y se ofreció como voluntario en la unidad de operaciones especiales navales, Shayetet 13. Después de completar el entrenamiento de formación para combatiente en el Shaytet, pasó al curso de oficial de infantería, el cual, al finalizar, regresó a Shaytet y fue nombrado comandante de pelotón durante la Operación Escudo Defensivo. Seguidamente se desempeñó como comandante adjunto de Gadsar Nahal entre 2003 y 2004. Posteriormente fue nombrado subcomandante de combatientes en Shayetet 13.
En 2007, fue ascendido al rango de teniente coronel (Sgan-Aluf) y nombrado comandante de un escuadrón de buques en Shayetet 13, cargo que ocupó hasta 2009. Luego fue nombrado comandante de un escuadrón de entrenamiento en Shayetet 13 entre 2009 y 2011. Más tarde se desempeñó como subcomandante de Shayetet 13 entre 2011 y 2012. Posteriormente fue nombrado jefe de la oficina del Jefe de Gabinete Benny Gantz, cargo que ocupó entre los años 2013-2015
En 2015 fue ascendido al rango de coronel (Aluf-Mishne) y nombrado jefe de la dirección de operaciones de la Marina de Israel, hasta 2017. En mayo de 2017 fue nombrado asistente del Jefe de Estado Mayor, Gadi Eizenkot, y sirvió en el puesto durante la operación del Escudo del Norte, en este cargo se desempeñó hasta 2019. El 31 de julio de 2019 fue nombrado Comandante de Shayetet 13, cargo en el que se desempeñó hasta el 15 de junio de 2021. Por las actividades de Shayetet 13 bajo su mando, recibió la Medalla de Apreciación del Jefe de Estado Mayor y el premio del Jefe de Estado Mayor por unidades sobresalientes en 2020, y la mención del Jefe de Estado Mayor el 16 de junio de 2021. Al término de su cargo, fue ascendido al grado de General de Brigada (Aluf) y el 17 de junio de 2021 asumió su cargo como Jefe de la Flota de la Armada.
El 29 de marzo de 2023, fue nombrado jefe de la Unidad del Portavoz de las FDI, sucedió a Ran Kochav. El nombramiento de Hagari fue la continuación de una política reciente de nombrar a militares de carrera en lugar de periodistas civiles como jefes de la Unidad del Portavoz.
El 7 de marzo de 2025, después de una conversación entre el teniente general Eyal Zamir, jefe del Estado Mayor, y Hagari, «acordaron» que esté último abandonaría su puesto en las próximas semanas,  este hecho se ha visto como un despido de facto, ya que Hagari no recibió un ascenso a mayor general tal y como había solicitado. El 27 de marzo de 2025, el general de brigada, Effie Defrin, asumió oficialmente el puesto de jefe de la Unidad del Portavoz de las FDI.

## Premios y condecoraciones
Daniel Hagari recibió tres Medallas de Campo Militar por su servicio durante tres conflictos, así como una Mención de Jefe de Estado Mayor .
| Mención al Jefe de Gabinete | Segunda Guerra del Líbano | Zona de seguridad del sur del Líbano | Operación Margen Protector |

|  |  |  |  |

## Vida personal
Está casado y tiene cuatro hijos. Obtuvo una licenciatura en filosofía y una maestría en diplomacia y seguridad, ambas de la Universidad de Tel Aviv.